# Contamine-sur-Arve
Contamine-sur-Arve este o comună în departamentul Haute-Savoie din sud-estul Franței. În 2009 avea o populație de 1.586 de locuitori.

## Evoluția populației
| An        | 1975 | 1982 | 1990  | 1999  | 2006  | 2009  |
| --------- | ---- | ---- | ----- | ----- | ----- | ----- |
| Populație | 837  | 882  | 1.125 | 1.343 | 1.512 | 1.586 |